# Fatima Zahra Errabi
Fatima Zahra Errabi, née le 6 septembre 1997, est une karatéka marocaine.

## Palmarès
| Année | Compétition            | Lieu   | Résultat | Catégorie     |
| ----- | ---------------------- | ------ | -------- | ------------- |
| 2020  | Championnats d'Afrique | Tanger | 2e       | Kumite +68 kg |